# Keyla
Keyla es una banda de rock de Indonesia formada en Bandung. Este grupo musical formado en 2007, está integrado por cuatro miembros: Riza (voz), Bene (batería), Ipang (bajo), y Owie (guitarra), además de un músico adicional Ipunk (teclados). Su primer álbum fue lanzado en 2008. Las canciones de su álbum debut en todo género de pop-rock con la sensación de la música de los años 80. La canción principal de este álbum es "Sadari Hati", cuando este tema musical se promocionó directamente al  éxito cama y fue inmediatamente en las listas de los ranking se  posicionó en el puesto #4 de la MTV. Otro sencillo titulado fue "Different Places", que también fue un hits, e ingresó al puesto #2 en MTV y luego en el puesto #3, ligeramente más alto que el  "Sadari Hati". El sencillo "Tak Mampu Setia", fue el tercer sencillo, y no tan exitoso como los dos sencillos anteriores, se posesionó en el puesto #10 en MTV y en el puesto #8 al ingresar.

## Discografía
- Tempat Berbeda (2008)
- Gapai Mimpi (2009)
- Pandai Bersujud-single religi (2008)